# Varginha
Varginha, amtlich portugiesisch Município de Varginha, ist eine Stadt im Südwesten des brasilianischen Bundesstaates Minas Gerais mit zum 1. Juli 2018 geschätzten 134.477 Einwohnern und einer Fläche von rund 395 km².
Das Magazin Veja bezeichnete im Jahr 2011 Varginha als „mittelgroße Stadt Brasiliens mit der höchsten Lebensqualität und dem günstigsten Investitionsklima“, 2015 nannte das Magazin Sempre Família die Stadt an siebenter Stelle der besten Städte in Minas Gerais.

## Geographie
Die Stadt hat eine strategisch günstige Lage in der Nähe des Furnas-Stausees, während sie gleich weit entfernt ist von den drei wichtigsten Metropolen Brasiliens, São Paulo, Rio de Janeiro und Belo Horizonte. Niedrigster Punkt liegt mit 868 m bei der Quelle des Baches Tijuco, höchster Punkt ist der Berg Morro do Chapéu mit 1239 m. Das Gemeindegebiet ist zu 4 % eben, zu 80 % hügelig und zu 16 % bergig.

### Klima
Die Stadt hat tropisches Höhenklima (gemäßigt warm), Cwa nach der Klassifikation des Klimas nach Köppen und Geiger. Die Durchschnittstemperatur ist 20,2 °C. Die durchschnittliche Niederschlagsmenge liegt bei 1400 mm im Jahr. Der Sommer in Varginha ist deutlich feuchter als der Winter.
Monatliche Durchschnittstemperaturen und -niederschläge für Varginha
|                   | Jan  | Feb | Mär  | Apr  | Mai  | Jun  | Jul  | Aug  | Sep  | Okt  | Nov  | Dez |   |      |
| Temperatur (°C)   | 23,1 | 23  | 22,1 | 20,2 | 17,8 | 16,3 | 16,6 | 18,3 | 20,1 | 21,2 | 21,9 | 22  | Ø | 20,2 |
| Niederschlag (mm) | 241  | 206 | 163  | 63   | 40   | 25   | 20   | 23   | 65   | 122  | 170  | 262 | Σ | 1400 |

## Geschichte
Am 22. Juli 1881 wurde das Dorf Vila de Espírito Santo da Varginha errichtet, erhielt bereits am 7. Oktober 1882 Stadtrechte als Munizip und wurde 1923 in Varginha umbenannt.
2017 änderte das Instituto Brasileiro de Geografia e Estatística die Zuordnung zu geostatistischen Regionen und teilte die Gemeinde der Região geográfica imediata Varginha und der Região geográfica intermediária Varginha zu.

### UFO-Zwischenfall von 1996

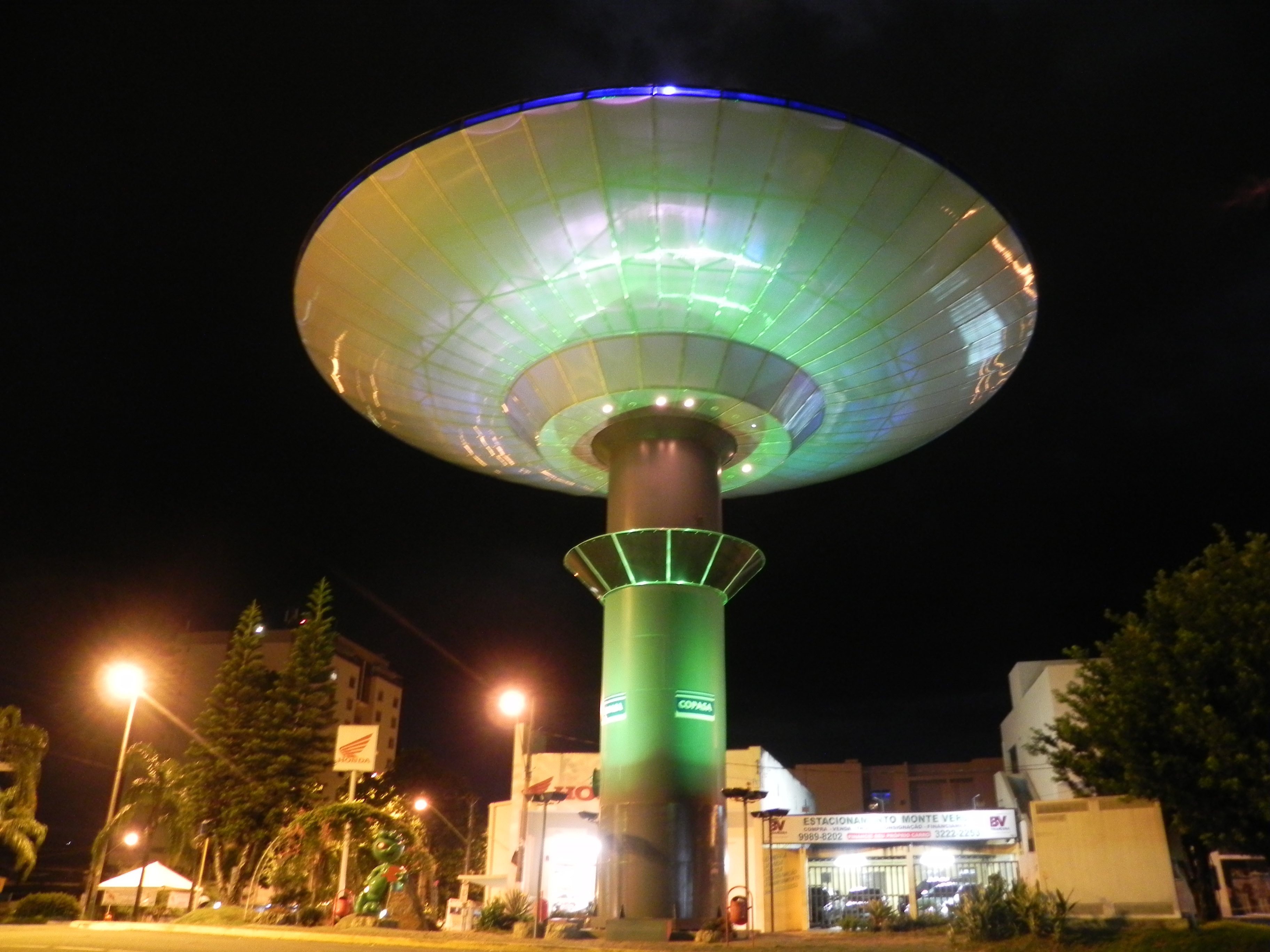
Der Wasserturm Nave espacial

Am 20. Januar 1996 gab es in Varginha einen angeblichen UFO-Zwischenfall, der noch heute für Kontroversen in einschlägigen Diskussionsforen sorgt. Als Erinnerung daran wurde der neue Wasserturm der Stadt in Form einer fliegenden Untertasse gebaut und erhielt den Namen „Nave Espacial de Varginha“.

## Stadtverwaltung
Exekutive: Stadtpräfekt (Bürgermeister) ist nach der Kommunalwahl 2016 Antônio Silva des Partido Trabalhista Brasileiro (PTB) für die Amtszeit 2017 bis 2020. Die Legislative liegt bei einem Stadtrat, der Câmara Municipal, aus 15 gewählten Stadtverordneten (vereadores).

## Wirtschaft
Varginha ist bekannt als eines der wichtigsten Zentren für Kaffeeproduktion hervorragender Qualität (Gourmet Coffee), und brasilianisches Zentrum für weltweiten Kaffeeexport.
Exportiert werden zudem Rohstoffe aus den Minen im Süden Brasiliens sowie Getreide.

## Verkehr
Die Stadt verfügt über den Flughafen Aeroporto de Varginha (Aeroporto Major Brigadeiro Trompowsky), die Fluglinie Azul Linhas Aéreas Brasileiras verbindet mit Belo Horizonte und der internationalen Fluganbindung.

## Sport
- Fußballklub Boa EC

## Söhne und Töchter der Stadt
- Pé Rachado (* 1912), bekannter Samba-Komponist und -Musiker, langjähriger Präsident der Sambaschule Vai-Vai
- Zezé Procópio (1913–1980), Fußballspieler
- Carlos Nascimento Silva (* 1937), Autor, Literaturwissenschaftler und Hochschullehrer
- Sílvio Brito (* 1952), Sänger
- Petrônio Gontijo (* 1968), Schauspieler
- Lu Andrade (* 1978), Sängerin, Songwriterin, Moderatorin und Schauspielerin
- Jaqueline Anastácio (* 1987), Handballspielerin
- Jonathan Henrique Silva (* 1991), Dreispringer
- Paulo Helber (* 1992), Fußballspieler